# Epic Dynasty
Epic Dynasty (Epic LT) — турбовинтовой, одномоторный самолёт. Сконструирован из композитных материалов. Разработан компанией «Epic Aircraft». Получил сертификацию от FAA в 2008 году. Продаётся либо в разобранном состоянии, либо собирается специальным заводом-сборщиком в Орегоне, США.

## Технические данные
- Экипаж — 1 пилот
- Максимальная крейсерская скорость — 630 км / ч
- Практический потолок — 9 753 м
- Длина разбега — 487 м
- Длина пробега — 560 м
- Скороподъёмность на уровне моря — 846 м/м
- Дальность полёта — 3 470 км
- Максимальный вес — 3 315 кг
- Взлётный вес — 3373 кг
- Посадочный вес — 2595 кг
- Вес без топлива — 1 814 кг[уточнить]
- Вместимость топлива — 953 кг
- Вместимость груза — 612 кг
- Высота — 3,81 м
- Длина — 10,91 м
- Размах крыла — 13,1 м
- Стандартная вместимость — 6
- Производитель двигателя — Pratt & Whitney
- Модель — PT6-67A (1)
- Выходная мощность — 1200 л. с. (1)
- Время инспекции горячей части двигателя — 1500 ч
- Время наработки до капитального ремонта — 3500 ч

## Цена
Цена (Base Price): $1,950,000

## Происшествия
- 27 декабря 2016 катастрофа самолета при выполнении посадки на аэродроме Порт Ориндж[англ.] (Флорида США), регистрационный номер N669WR, серийный номер 29 (выпущен в 2009 году, сертификат FAA получен в 2009 году). Погибло два человека.[1]
- 31 марта 2019 года, регистрационный номер RA-2151G (серийный номер 19, построен в 2008 году[2]), авиакомпания «Глобус» дочерняя структура группы компаний «S7 Group» — (около 15:30 по местному времени (16:30 мск)) при заходе на посадку в аэропорту Эгельсбах недалеко от Франкфурта-на-Майне произошла катастрофа частного шестиместного самолёта Epic LT с регистрационным номером RA-2151G, совершавшего перелёт из Канна в Эгельсбах. Самолёт упал в поле близ Дармштадта и полностью выгорел после начавшегося пожара. Лётчик и два пассажира погибли.[3] Одной из жертв авиакатастрофы стала председатель совета директоров «S7 Group» Наталия Филёва[4][5].